# Slantchev Briag

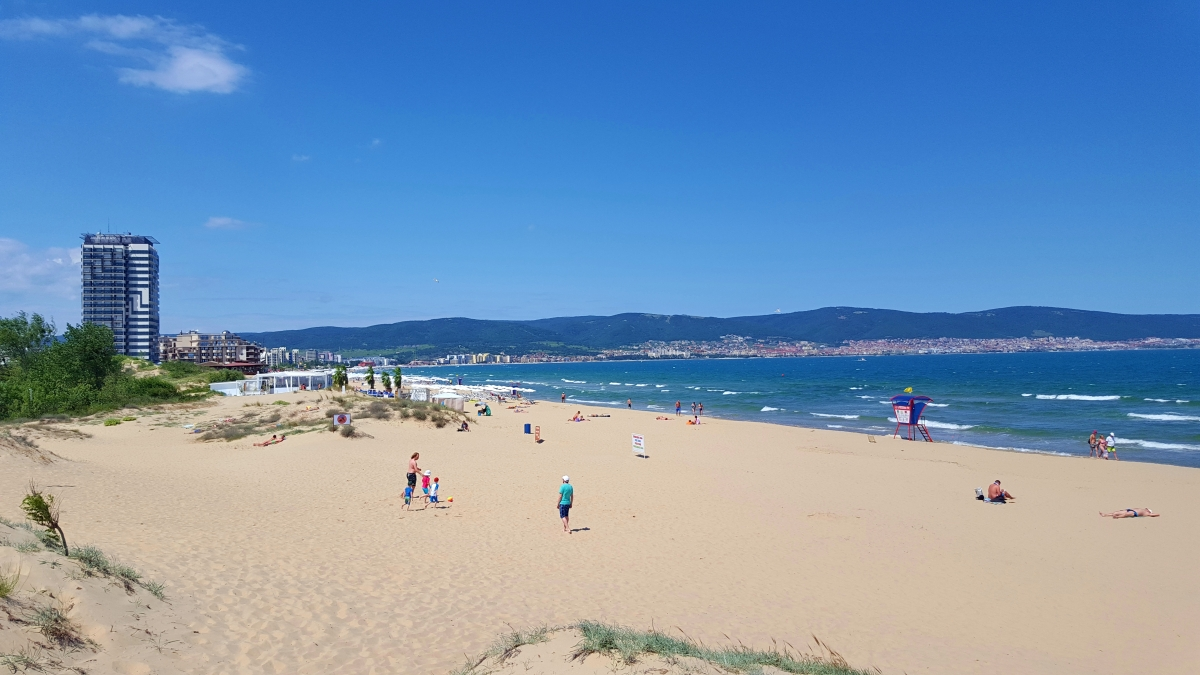
Foto de 2016.

Slantchev Briag (trad.: Costa do Sol) é o maior da Bulgária e da Europa Oriental. É chamado de "Ibiza Oriental". 
A comparação com Ibiza é apenas por exemplo, porque esta vila costeira concentrada de férias com capacidade para mais de 350.000 camas e todo tipo de atração. Devido à sua massa e acessibilidade, é o destino turístico mais visitado por turistas da Rússia, Alemanha, Grã-Bretanha, Escandinávia e Holanda. A vila de férias é visitada de maneira organizada, mesmo por israelenses e sicilianos. Todos os anos ocorrem acidentes porque muitos jovens ingleses ficam bêbados e caem dos terraços dos hotéis. 
Com efeito, no verão, a vila de férias com Nessebar e outras vilas de férias se transforma em uma multidão de turistas na Babilônia com quase um milhão de artistas, embora nenhuma pessoa permaneça registrada permanentemente na vila de férias.
No século XX, o resort sediou a popular festa do Orfeu Dourado.